# 高利亞海軍上將／黑沙環海邊總站

## 沿革
- 2007年6月1日，土地運輸工務局增設此站，以將澳氹快線MT3路線的總站由勞動節大馬路遷至現址。

## 歷史
- 2007年6月1日啟用。

## 設施
鄰近黑沙環政府綜合服務大樓，中葡職業技術學校。

## 各車道安排
只有一條車道

## 總站路線資料

### MT3路線巴士
- 高利亞海軍上將／政府綜合服務大樓 ↔ 望德聖母灣大馬路

途經：東北大馬路、友誼大橋、澳門運動場、奧林匹克游泳館。

## 途經路線資料

### 新福利7A路線
- 東方明珠總站 ↔ 亞馬喇前地

途經：望廈體育館、俾利喇街、三盞燈、沙嘉都喇街、塔石廣場、水坑尾街／公共行政大樓、南灣、新葡京／葡京酒店。
- 註：此路線行經高利亞海軍上將／政府綜合服務大樓，但不停站。需在黑沙環新街／建華站上落車。

## 鄰近公共運輸站
「黑沙環新街／建華」巴士站
途經巴士路線：3A、7A、10B、17、18、30及N1B路線。

## 外部連結
- （繁體中文）澳門新福利公共汽車有限公司官方網頁 （页面存档备份，存于）
- （繁體中文）澳門公共汽車有限公司官方網頁 （页面存档备份，存于）
- （繁體中文）巴士資訊網（澳門） （页面存档备份，存于）